# Kabaret Czesuaf
Kabaret Czesuaf – polski kabaret powstały w Poznaniu w 2002 roku.

## Obecny skład
- Maciej Morze
- Tomasz Nowaczyk
- Olga Łasak

## Nagrody i wyróżnienia
- 2021 – Zwycięstwo w Koncercie Jubileuszowym z okazji 25-lecia „Ryjka” konkurs o „Złote Gacie”[1]
- 2018 – Melodyjna Nagroda im. Artura na Rybnickiej Jesieni Kabaretowej „Ryjek”[2]
- 2017 – I nagroda w konkursie głównym Rybnickiej Jesieni Kabaretowej „Ryjek” w Rybniku[3]
- 2011 – I Nagroda Główna Grand Prix Ogólnopolskich Spotkaniach z Piosenką Kabaretową OSPA, Ostrołęka
- 2009 – II nagroda na XXV Przeglądzie Kabaretów PaKA
- 2008 – „Złota Kaseta” na XIII Rybnickiej Jesieni Kabaretowej – „Ryjek” 2008
- 2008 – II nagroda i Nagroda im. Ignacego Krasickiego na XXIX Lidzbarskich Wieczorach Humoru i Satyry
- 2008 – Wyróżnienie na XXIV Przeglądzie Kabaretów PaKA,
- 2007 – Grand Prix na IX Ogólnopolskiej Giełdzie Kabaretowej PrzeWAŁka, Wałbrzych,
- 2007 – II Nagroda na XXIII Przeglądzie Kabaretów PaKA,
- 2006 – Grand Prix na IV Trybunałach Kabaretowych, Piotrków Trybunalski
- 2006 – II Nagroda na XXVII Lidzbarskich Wieczorach Humoru i Satyry, Lidzbark Warmiński
- 2006 – Grand Prix oraz Nagroda Publiczności na XII Mazurskim Lecie Kabaretowym Mulatka, Ełk
- 2005 – II nagroda na III Trybunałach Kabaretowych, Piotrków Trybunalski
- 2005 – Wyróżnienie na I Ogólnopolskim Festiwalu Kabaretowym Wyżyny Drwiny, Lublin
- 2005 – Nagroda muzyczna „Czuła struna Przewałki” na Przewałce, Wałbrzych
- 2004 – Wyróżnienie na VII Festiwalu Teatrów i Kabaretów Studenckich „Wyjście z Cienia”, Gdańsk
- 2004 – II nagroda na Festiwalu Pozytywnej Kultury Studenckiej „Wrocek”, Wrocław
- 2004 – I nagroda na XX Jubileuszowych Ogólnopolskich Spotkaniach z Piosenką Kabaretową OSPA, Ostrołęka
- 2004 – Indywidualna nagroda dla Tomasza Nowaczyka, autora najlepszego tekstu piosenki podczas XX OSPY
- 2004 – III nagroda na II Trybunałach Kabaretowych, Piotrków Trybunalski
- 2004 – I nagroda na XXV Lidzbarskich Wieczorach Humoru i Satyry, Lidzbark Warmiński
- 2004 – II miejsce w Konkursie Młodych Twórców Kabaretowych na Festiwalu Dobrego Humoru, Gdańsk
- 2004 – I miejsce na festiwalu Zostań Gwiazdą Kabaretu, Poznań
- 2004 – Wyróżnienie na I Ogólnopolskim Festiwalu Piosenki Kabaretowej O.B.O.R.A., Poznań
- 2004 – I miejsce na przeglądzie regionalnym FAMA w Poznaniu